# Sphenia ovoidea
Sphenia ovoidea är en musselart som beskrevs av Carpenter 1864. Sphenia ovoidea ingår i släktet Sphenia och familjen sandmusslor. Inga underarter finns listade i Catalogue of Life.